# Sjene prošlosti (televizijska serija)
Sjene prošlosti je hrvatska telenovela koja je s prikazivanjem započela 2. rujna 2024. na kanalu RTL te 24 sata ranije na platformi Voyo, 1. rujna 2024. Rađena je prema licenciji turske serije Ufak Tefek Cinayetler (»Osveta u štiklama«) koja se prikazivala u Hrvatskoj od 2018. do 2020. godine na kanalu Pickbox TV. Od 4. studenoga serija je dostupna na platformi Voyo u Srbiji.
Serija je bila najtraženiji pojam u 2024. godini na internet tražilici Google u Hrvatskoj.

## Radnja
Radnja serije prati živote četiriju žena: Marte, Paule, Ane i Olge, koje su nekada bile bliske prijateljice. Njihovo prijateljstvo raspada se kada tri djevojke, predvođene Martom, smisle laž o Olgi, što dovodi do javnog sramoćenja i izbacivanja Olge i njihova učitelja književnosti Eduarda iz škole. Olga ne uspijeva dokazati svoju nevinost i mora napustiti predgrađe Zagreba.
Dvadeset godina kasnije, putevi bivših prijateljica ponovno se isprepliću. Olga, sada uspješna ginekologinja, suočava se sa starim prijateljicama i budi se želja za osvetom, što pokreće niz neočekivanih događaja, uključujući i umorstva. Serija donosi priču o prijateljstvu, izdaji i osveti.

## Pregled serije
| Sezona | Sezona | Epizode | Epizode | Originalno emitiranje | Originalno emitiranje |
| Sezona | Sezona | Epizode | Epizode | Premijera             | Finale                |
| ------ | ------ | ------- | ------- | --------------------- | --------------------- |
|        | 1.     | 177     | 177     | 2. rujna 2024.        | 23. svibnja 2025.     |
|        | 2.     | n. p.   | n. p.   | jesen 2025.           | 2025.                 |

## Glumačka postava

### Glavne uloge
- Marina Fernandez kao Olga Vidović, ginekologinja
  - Nina Dobranović kao mlada Olga
- Jelena Perčin kao Marta Novak (djev. Jurić), Šimunova supruga
  - Karla Bura kao mlada Marta
- Ana Maras Harmander kao Ana Kolarić † (djev. Gudelj), Matina supruga
  - Lana Knafelj kao mlada Ana
- Dajana Čuljak kao Paula Lončar (djev. Budimir), Martina najbolja prijateljica, Tomina supruga
  - Dora Brozović kao mlada Paula
- Arija Rizvić kao Blanka Kos, Matina ljubavnica,  instruktorica fitnesa
- Jasmin Mekić kao Šimun Novak, Martin suprug, broker
  - Damian Humski kao mladi Šimun
- Janko Rakoš kao Mato Kolarić, Anin suprug, građevinar
- Matija Kačan kao Tomislav (Tomo) Lončar, Paulin suprug, Olgin bivši dečko iz mladosti
  - Ivano Čerp kao mladi Tomo
- Đorđe Kukuljica kao Eduard (Edo) Barić †, srednjoškolski profesor
- Marla Ibrahimpašić kao Mila Novak, Martina kćer
- Lily Antić kao Nika Kolarić, Anina kćer
- Andrija Balović kao Borna Kolarić, Anin sin
- Ezra Mošet kao Noa Lončar, Paulin sin
- Andrej Dojkić kao Kruno Rimac, policijski inspektor
- Tena Nemet Brankov kao Darija Vukoja, policijska inspektorica
- Goran Vrbanić kao Boris Budak
  - Lukas Crvelin kao mladi Boris
- Petra Dugandžić kao Ema Dundov
- Nada Gačešić Livaković kao Sanja Bužan, profesorica djevojaka
- Monika Mihajlović Rotim kao Davorka Ružić, Olgina asistentica u ordinaciji

### Gostujuće uloge
- Jasna Odorčić kao Lucija Mihalj (Luce), Martina kućna pomoćnica
- Anja Matković kao Tena Pavić, agentica za nekretnine
- Marta Cerovečki kao Marija Vidović, Olgina majka
- Nino Pavleković kao čovjek na parkingu
- Lara Jelušić kao Jelena
- Katarina Perica Kirin kao Jelenina majka
- Vedran Komerički kao Jelenin otac
- Vibor Kreković kao Drago
- Mijo Pavelko kao Gospodin Božić
- Irena Tereza Prpić kao Maša
- Zijad Gračić kao ravnatelj Viduka †
- Slavko Juraga kao gospodin Ercegović
- Tomislav Krstanović kao Slaven Puharić
- Alan Katić kao Robert, Martin brat
- Filip Sertić kao profesor Marjanović, Milin i Noin razrednik
- Marija Tadić kao Veronika Glavan
- Marina Poklepović kao Dunja Špoljar
- Siniša Ružić kao gospodin Špoljar
- Sven Jakir kao Šimunov odvjetnik
- Ana Majhenić kao Indira
- Anđelko Struški kao policajac
- Dora Fišter kao Ines Wagner
- Marija Sekelez kao Jurana Holjevac
- Olivera Baljak kao Željka Maltar
- Vesna Tominac Matačić kao Agata Novak †, Šimunova majka
- Miroslav Čabraja kao matičar na Matinom i Blankinom vječanju
- Željko Duvnjak kao organizator Blankinog vjenčanja
- Csilla Barath Bastaić kao Ela Sabljak †, Olgina kolegica s fakulteta
- Vinko Štefanac kao dr. Radić, Olgin kolega i ginekolog
- Marko Mićunović kao inspektor Damir Kos
- Tin Mihalić kao student
- Jadranka Elezović kao žena u automobilu
- Matea Elezović kao voditeljica simpozija
- Robert Čorić kao policajac
- Lada Bonacci kao Nataša
- Natalija Đorđević kao gđa Kačić
- Mirel Huskić kao Hrvoje Kačić
- Severina Lajtman kao recepcionarka
- Marko Kasalo kao Vlado
- Davor Svedružić kao Pero
- Ivica Zadro kao Danko
- Rade Radolović kao Tenin dečko
- Antonio Agostini kao Karlo Mijatović
- Marko Petrić kao Miro Došen, Tomin prijatelj iz školskih dana
  - Josip Brakus kao mladi Miro
- Anita Matić Delić kao sutkinja
- Ana Čilaš kao Viktorija Novak †, Šimunova sestrična

## Produkcija
Na seriji radi produkcijska ekipa nešto manja od 150 ljudi, iako broj varira ovisno o sceni koja se snima. Produkcija uključuje specijalne efekte te tehniku CGI-a.
Studio se prostire na 1700 m2 na dvije razine. Sjene prošlosti snimaju se na 24 seta, objekta koja su posebno sagrađena za ovu seriju (policijska postaja, ordinacija, domovi likova), a dodatni su setovi u izgradnji.

## Promocija
RTL je najavio seriju, glavne glumce i objavio najavu 23. srpnja 2024. Snimanje je započelo u studiju Jadran filma u Zagrebu.
Dana 28. kolovoza 2024. godine serija je službeno predstavljena okupljenim gostima na druženju tijekom kojeg je održan i prigodni panel, koji je vodila RTL-ova voditeljica Antonija Blaće.

## Vanjske poveznice
- Sjene prošlosti na stranicama RTL-a
- Sjene prošlosti u internetskoj bazi filmova IMDb-a
- Sjene prošlosti na platformi Voyo